# Denierella brunneo-opaca
Denierella brunneo-opaca es una especie de coleóptero de la familia Meloidae.

## Distribución geográfica
Habita en Birmania.